# Leonel Cardoso
Leonel Alexandre Gomes Cardoso OA • ComA • ComIH (1919 — 1988) foi um militar português, almirante da Marinha de Guerra.
Sendo ainda Capitão-de-Mar-e-Guerra, a 10 de Dezembro de 1954 foi feito Oficial da Ordem Militar de Avis, a 3 de Outubro de 1957, foi feito Membro-Honorário de 4.ª Classe da Real Ordem Vitoriana, e a 25 de Novembro de 1958 foi elevado a Comendador da Ordem Militar de Avis.
Entre outras funções exerceu o cargo de chefe do Estado Maior do Comando Naval de Angola (1961-1964), de adido naval da Embaixada de Portugal em Londres (1965-1969), comandou vários navios de guerra salientando-se a fragata NRP João Belo, tendo participado em 1970 na Austrália nas comemorações do bicentenário da passagem de James Cook por aquela região (Bicentenary of James Cook in Australia).
A 28 de Janeiro de 1971 foi feito Comendador da Ordem do Infante D. Henrique.
Depois de regressar de Angola em 1975 foi vice-chefe do Estado Maior da Armada. Antes de ter passado à Reserva foi director do Instituto da Defesa Nacional e vice-chairman da Organização Marítima Internacional (IMO).